# Liste der denkmalgeschützten Objekte in Stiwoll
Die Liste der denkmalgeschützten Objekte in Stiwoll enthält die denkmalgeschützten, unbeweglichen Objekte der Gemeinde Stiwoll im steirischen Bezirk Graz-Umgebung.

## Denkmäler
| Foto |                 | Denkmal                                                                                        | Standort                        | Beschreibung | Metadaten |
| ---- | --------------- | ---------------------------------------------------------------------------------------------- | ------------------------------- | --- | --- |
| ja   | Datei hochladen | Pfarrhof HERIS-ID: 51896 Objekt-ID: 57714                                                      | Stiwoll 24 Standort KG: Stiwoll | | BDA-Hist.: Q38048077 Status: § 2a Stand der BDA-Liste: 2025-06-30 Name: Pfarrhof GstNr.: .12 Pfarrhof Stiwoll                                                        |
| ja   | Datei hochladen | Kath. Pfarrkirche hll. Philipp und Jakob sowie ehem. Friedhof HERIS-ID: 51897 Objekt-ID: 57715 | Stiwoll 31 Standort KG: Stiwoll | Das vierjochige stichkappentonnengewölbte Langhaus der Kirche ist im Kern frühgotisch, der Chor mit 5/8-Schluss und Sternrippengewölbe wurde 1422 fertiggestellt, der Turm mit Spitzhelm 1539. Die Innenausstattung stammt aus der Zeit um 1780. | BDA-Hist.: Q2793683 Status: § 2a Stand der BDA-Liste: 2025-06-30 Name: Kath. Pfarrkirche hll. Philipp und Jakob sowie ehem. Friedhof GstNr.: .13 Pfarrkirche Stiwoll |